# 三洋電機レッドソア
三洋電機レッドソア（さんようでんきレッドソア）は、大阪府大東市を本拠地として活動していた、三洋電機大東事業所の女子バレーボールチームである。2012年までV・チャレンジリーグに所属していた。

## 概要
1962年、大阪府大東市の三洋電機大東事業所にて女子バレーボール部が文体活動として発足したのがはじまり。1994年地域リーグ入り。2002年にV1リーグ（現・Vチャレンジリーグ）入り。2012年5月20日解散。
チーム名の『レッドソア』のソア（Thor）とは、ドイツ語でトールと読み、北欧神話で「豪勇の神」であり、背が高くたくましい筋骨を持つ神の様な存在になれるようにという願いを込めている。
練習場は大東市にある三洋電機大東スポーツセンターであった。ホームゲームは主に大東市立市民体育館で開催されていた。
大東事業所のチームとして事業所単位の運営を行っており、昼間は三洋電機の社員として仕事に従事し、夕方より練習し、仕事とバレーボールの両立をしていた。
V・チャレンジリーグ（V1リーグ）優勝2回。
なお、かつて前田悦智子が所属していた三洋電機バレーボール部は、群馬県を拠点とする東京三洋電機のチームであり、当チームの前身ではない。

## 歴史
1962年、三洋電機大東事業所にて女子バレーボール部が文体活動として発足。
1994年から地域リーグに参戦。2002年の全国実業団選手権大会で優勝し、V1リーグ（現・Vチャレンジリーグ）に昇格。
2002/03シーズンの第5回V1リーグから初参戦し4位に入る。第6回V1リーグでも4位。そして、2004/05シーズンの第7回V1リーグで、3シーズン目にして初優勝を果たす。Vリーグ入替戦では茂原アルカスに連敗してVリーグ（現・Vプレミアリーグ）昇格はならなかった。第8回V1リーグは3位で連覇を逃すも、以降も上位の成績を残す。
2006/07V・チャレンジリーグ（V1リーグより改称）では2度目となる優勝を果たし、初代V・チャレンジリーグのチャンピオンともなった。しかし、入替戦ではトヨタ車体クインシーズから1セットも取れずに連敗してV・プレミアリーグ（Vリーグより改称）昇格とはならなかった。2008/09V・チャレンジリーグは準優勝を果たすが、V・プレミアリーグの8チーム化に伴い優勝チーム（PFUブルーキャッツ）しかV・チャレンジマッチ（入替戦）に出れず、結局は2006/07シーズンが最後の入替戦出場となった。
2009/10シーズン以降のV・チャレンジリーグは、日立リヴァーレと上尾メディックスの台頭もあり2強には入れなかったが、上位の成績を残していた。
そして、2012年5月20日をもって解散となり、約50年となる歴史に幕を閉じた。なお、前年に三洋電機がパナソニックの完全子会社となったが、本チームは改称されることなく終焉を迎えた。

## 沿革
- 1962年 - 文体活動として創部
- 1994年 - 地域リーグ昇格
- 2002年 - 全国実業団選手権大会優勝　V1リーグ昇格
- 2005年 - V1リーグ優勝
- 2007年 - チャレンジリーグ優勝
- 2012年5月20日 - 解散

## 成績

### 主な成績
V・チャレンジリーグ（実業団リーグ／V1リーグ）
- 優勝2回（2005年、2007年）
- 準優勝1回（2009年）

黒鷲旗全日本選抜大会
- 優勝なし
- 準優勝なし

### 年度別成績
| 大会名              | 大会名          | 順位   | 参加チーム数 | 試合数 | 勝 | 敗 |
| ------------------- | --------------- | ------ | ------------ | ------ | -- | -- |
| V1リーグ            | 第5回 (2002/03) | 4位    | 8チーム      | 14     | 7  | 7  |
| V1リーグ            | 第6回 (2003/04) | 4位    | 7チーム      | 12     | 6  | 6  |
| V1リーグ            | 第7回 (2004/05) | 優勝   | 8チーム      | 14     | 12 | 2  |
| V1リーグ            | 第8回 (2005/06) | 3位    | 8チーム      | 14     | 11 | 3  |
| V・チャレンジリーグ | 2006/07シーズン | 優勝   | 8チーム      | 14     | 13 | 1  |
| V・チャレンジリーグ | 2007/08シーズン | 4位    | 8チーム      | 14     | 10 | 4  |
| V・チャレンジリーグ | 2008/09シーズン | 準優勝 | 10チーム     | 18     | 14 | 4  |
| V・チャレンジリーグ | 2009/10シーズン | 3位    | 12チーム     | 16     | 11 | 5  |
| V・チャレンジリーグ | 2010/11シーズン | 4位    | 12チーム     | 19     | 14 | 5  |
| V・チャレンジリーグ | 2011/12シーズン | 6位    | 12チーム     | 22     | 12 | 10 |

## 選手・スタッフ
2012年5月のチーム解散時の所属選手・スタッフは次の通り。

### 選手
| 背番号 | 名前       | シャツネーム | 国籍 | P  | 備考 |
| ------ | ---------- | ------------ | ---- | -- | ---- |
| 2      | 渡邊彩     | WATANABE     | 日本 | MB |      |
| 3      | 佐々木侑   | SASAKI       | 日本 | WS | 主将 |
| 4      | 天野ゆかり | AMANO        | 日本 | WS |      |
| 6      | 佐々木萌   | M.SASAKI     | 日本 | WS |      |
| 9      | 寺沢美香   | TERASAWA     | 日本 | MB |      |
| 10     | 北上夏希   | KITAKAMI     | 日本 | WS |      |
| 13     | 酢田眞実   | SUDA         | 日本 | MB |      |
| 14     | 高田真帆   | TAKADA       | 日本 |    |      |
| 15     | 横江千秋   | YOKOE        | 日本 | L  |      |
| 16     | 松野由香   | MATSUNO      | 日本 | S  |      |
| 17     | 新城友美   | SHINJO       | 日本 | MB |      |
| 18     | 嶋村菜都美 | SHIMAMURA    | 日本 | WS |      |

### スタッフ
| 役職       | 名前     | 国籍 |
| ---------- | -------- | ---- |
| 部長       | 山口一彦 | 日本 |
| 監督       | 坂本博秋 | 日本 |
| 総務       | 日高節夫 | 日本 |
| トレーナー | 橋本大祐 | 日本 |

## 在籍していた主な選手
- 嶋田美樹
- 畑中宏美
- 小坂恵里
- 坂田亜弥
- 槌谷優
- 山崎望
- 黒川朝加
- 星美由紀
- 木村有希
- 山田友香
- 徳川恵理
- 中野清香
- 星亜矢子
- 林蓉子
- 木村澪